# Chrysopilus
Chrysopilus is een geslacht van snavelvliegen (Rhagionidae). De wetenschappelijke naam van het geslacht is voor het eerst geldig gepubliceerd door Justin Pierre Marie Macquart in 1826 (later gebruikte hij de spelling Chrysopila).
Het is een omvangrijk geslacht dat wereldwijd is verspreid. In het Palearctisch gebied waren in 2006 ongeveer 65 soorten gekend.
De volwassen vliegen houden zich gewoonlijk op op planten aan de rand van een bos en nabij waterpartijen, moerassen of rivieren. De larven zijn predatoren die zich voeden met insecten en kleine ongewervelde dieren. Ze leven vaak in rottend hout waarin andere insecten zich ontwikkelen.